# Hedyotis trimenii
Hedyotis trimenii är en måreväxtart som beskrevs av Debendra Bijoy Deb och Rasa Moy Dutta. Hedyotis trimenii ingår i släktet Hedyotis och familjen måreväxter.
Artens utbredningsområde är Sri Lanka.

## Underarter
Arten delas in i följande underarter:
- H. t. orbicularifolia
- H. t. trimenii